# Grosch’s Eleven
Grosch’s Eleven („Grosch’s 11“) ist eine Musikgruppe, die für die Fernsehsendung „Sing meinen Song – Das Tauschkonzert“ des Senders VOX als Studio- und Liveband gegründet wurde. Bandleader und Gründer der Gruppe ist Keyboarder, Arrangeur, Komponist und Musikproduzent Mathias Grosch aus Mannheim.

## Bandmitglieder/Besetzung
| Musiker               | Position                                                                              | Mitglied seit                                                                                        |
| --------------------- | ------------------------------------------------------------------------------------- | --- |
| Mathias Grosch        | Piano, Keyboards, Tasten, Bandleader                                                  | Januar 2014 (seit 1. Staffel)                                                                        |
| Dominik Krämer        | Bass, Keyboard                                                                        | Januar 2014 (seit 1. Staffel)                                                                        |
| Markus Vollmer        | Gitarren                                                                              | Januar 2014 (seit 1. Staffel)                                                                        |
| Daniel Stelter        | Gitarren, Mandoline, Ukulele, Pedal-Steel                                             | Januar 2014 bis Dezember 2017 (1. Staffel bis inkl. „Sing meinen Song – das Weihnachtskonzert 2017“) |
| Mario Garruccio       | Schlagzeug                                                                            | Januar 2014 (seit 1. Staffel)                                                                        |
| Christoph Moschberger | Trompete, Flügelhorn                                                                  | Januar 2014 bis Januar 2023 (1. Staffel bis inkl. „Sing meinen Song – Livekonzert 2023“)             |
| Axel Müller           | Tenor-Saxophon, Bariton-Saxophon, Sopran-Saxophon, Flöten, Klarinetten, Irish Whistle | Januar 2014 (seit 1. Staffel)                                                                        |
| Johannes Goltz        | Posaune, Cello                                                                        | Januar 2014 (seit 1. Staffel)                                                                        |
| Katja Friedenberg     | Gesang                                                                                | Januar 2014 (seit 1. Staffel)                                                                        |
| Laura Bellon          | Gesang, Violine                                                                       | Januar 2014 bis März 2021                                                                            |
| Tilman Bruno          | Percussion                                                                            | Oktober 2014 bis März 2015 („Sing meinen Song – das Weihnachtskonzert 1“ bis 2. Staffel)             |
| Malte Horstmann       | Keyboards & Synthesizer                                                               | seit 2017 (seit 4. Staffel)                                                                          |
| Ulrich Rode           | Gitarren, Mandoline, Ukulele                                                          | seit Januar 2018 (seit 5. Staffel), Ersatz für Daniel Stelter                                        |
| Lena Belgart          | Gesang                                                                                | seit Januar 2022 (seit 9. Staffel), Ersatz für Laura Bellon                                          |
| Benjamin Brown        | Trompete                                                                              | seit Januar 2023 (seit 10. Staffel), Ersatz für Christoph Moschberger                                |

## Bandgeschichte
Im Januar 2014 begann im Mannheimer „Schallschmiede-Studio“ die musikalische Vorproduktion zur Fernsehsendung Sing meinen Song – Das Tauschkonzert. Im Auftrag von Schwartzkopff TV (jetzt „Talpa“) stellte Bandleader Mathias Grosch dafür eine Band mit Musikern aus der Rhein-Neckar-Region zusammen. Die Band erarbeitete im Studio die musikalischen Arrangements für die Songs aller Künstler der ersten Staffel: Xavier Naidoo, Sarah Connor, Andreas Gabalier, Sasha, Gregor Meyle, Roger Cicero und Sandra Nasić (Guano Apes). Im März 2014 wurde die erste Staffel in Südafrika produziert, wo die Band zusammen mit den Sängern die Songs präsentierte. Die dort entstandenen Live-Aufnahmen wurden später in Form einer CD- und DVD-Compilation auf Naidoo Records veröffentlicht. Für die ergänzende Produktion Sing meinen Song – Das Weihnachtskonzert wurde die Band durch den Percussionisten Tilman Bruno erweitert.
Die Produktion der zweiten Staffel „Sing meinen Song“ fand im Januar bis März 2015 in Mannheim und Südafrika statt. Die CD-Aufnahmen entstanden wieder live in Südafrika während der Dreharbeiten, wurden als CD-Compilation Sing meinen Song – das Tauschkonzert Vol. 2 am 5. Juni 2015 veröffentlicht und stiegen in der Folgewoche auf Platz eins der deutschen Albumcharts ein. Neben Xavier Naidoo nahmen in der zweiten Staffel Christina Stürmer, Yvonne Catterfeld, Andreas Bourani, Tobias Künzel und Sebastian Krumbiegel (Die Prinzen), Hartmut Engler (Sänger der Band Pur) sowie Daniel Wirtz teil.
Auch 2016 in der dritten Staffel von „Sing meinen Song“ spielte die Band mit. Neben Xavier Naidoo nahmen Nena, Samy Deluxe, Seven, Sascha Vollmer und Alec Völkel von The BossHoss, Annett Louisan und Wolfgang Niedecken von BAP teil. 2017 waren Sascha Vollmer und Alec Völkel von The BossHoss die Gastgeber der vierten Staffel und die Band begleitete die Stars Lena Meyer-Landrut, Stefanie Kloß, Mark Forster, Gentleman, Moses Pelham und Michael Patrick Kelly und die Band war erneut mit dabei – diesmal erstmals mit Malte Horstmann als 2. Keyboarder. 2018 hatte der neue Gastgeber Mark Forster die Stars Rea Garvey, Johannes Strate, Judith Holofernes, Mary Roos, Leslie Clio und Marian Gold zum Tauschkonzert nach Südafrika eingeladen.
2019 übernahm Ulrich Rode für die 6. Staffel den Posten als Gitarrist, da sich Daniel Stelter vermehrt seiner Solokarriere widmen wollte.

## Musikrichtung/Konzept
Die Arrangements der Band sind stilistisch sehr vielfältig. Die Songs sind den Musikrichtungen Pop, Rock, Jazz, Reggae und Volksmusik zuzuordnen. Das Konzept des Fernsehformats sieht es vor, dass bekannte Songs eines Interpreten von einem anderen Interpreten in bearbeiteter bzw. neu arrangierter Form live präsentiert werden.

## Diskografie
- Andreas Gabalier: Home Sweet Home – International Special Edition (Doppel-Audio-CD, 2014, Electrola / Universal Music)
- Reihe: Sing meinen Song – das Tauschkonzert:
  - Sing meinen Song – das Tauschkonzert (Audio-CD, 2014, Xn-Tertainment)
  - Sing meinen Song – das Tauschkonzert – Deluxe Edition (Doppel-Audio-CD & DVD, 2014, Xn-Tertainment)
  - Sing meinen Song – das Tauschkonzert Vol. 2 (Audio-CD, 2015, Xn-Tertainment)
  - Sing meinen Song – das Tauschkonzert Vol. 2 – Deluxe Edition (Doppel-Audio-CD, 2015, Xn-Tertainment)
  - Sing meinen Song – das Tauschkonzert Vol. 3 (Audio-CD, 2016, Xn-Tertainment)
  - Sing meinen Song – das Tauschkonzert Vol. 4 (Audio-CD, 2017, Embassy of)
  - Sing meinen Song – das Tauschkonzert Vol. 5 (Audio-CD, 2018, Music for Millions)
- Reihe: Sing meinen Song – Das Weihnachtskonzert:
  - Sing meinen Song – Das Weihnachtskonzert (Audio-CD, 2014, Xn-Tertainment)
  - Sing meinen Song – Das Weihnachtskonzert Vol. 2 (Audio-CD, 2015, Xn-Tertainment)
  - Sing meinen Song – Das Weihnachtskonzert Vol. 3 (Audio-CD, 2015, 3 R)
  - Sing meinen Song – Das Weihnachtskonzert Vol. 4 (Audio-CD, 2017, Music for Millions)

## Auszeichnungen
- Deutscher Fernsehpreis 2014 in der Kategorie „Beste Unterhaltung“
- Goldene Schallplatte und Platin-Schallplatte für die Sing meinen Song – Compilation[1]